# Kiebitzreihe
Kiebitzreihe è un comune tedesco del circondario di Steinburg, nella regione dello Schleswig-Holstein. Ha circa 2 200 abitanti.